# Rečyca
Rečyca (bělorusky Рэчыца, rusky Речица, Rečica) je město v Bělorusku, na pravém břehu řeky Dněpr. Je administrativním centrem Rečyckého rajónu v Homelské oblasti. V roce 2009 měla 64 731 obyvatel. Nachází se 50 km od města Homelu. Je železniční stanicí na lincí Homel–Kalinkavičy a silničním uzlem směrem k městům Homel, Kalinkavičy, Světlahorsk, Žlobin, Lojeŭ či Chojniki. Slouží také jako říční přístav.

## Pojmenování
Podle rozšířeného názoru se místní jméno „Рэчыца“ utvořilo ze stejnojmenné řeky. V té době bylo hydronymum odvozeno od slovanského slova „řeka“ (рака).

## Demografie
- 17. století: 1601 – 2 tis. obyv.
- 19. století: 1825 – 2 440 obyv.; 1858 – 4 596 obyv.; 1878 – 6 492 obyv.; 1889 – 7 tis. obyv.; 1899 – 9 332 obyv. (4 620 mužů a 4 712 žen), z nich bylo pravoslavných 37 %, Židů 59 % a jiné víry okolo 4 %; většina (89 %) obyvatel byli měšťané;
- 20. století: 1907 – 11 423 obyv.; 1939 – 29,8 tis. obyv.; 1973 – 53,9 tis. obyv.; 1975 – 57,1 tis. obyv.; 1991 – 69,4 tis. obyv.; 1999 – 66,5 tis. obyv.; 2000 – 66,8 tis. obyv.
- 21. století: 2004 – 66,2 tis. obyv.; 2005 – 65 532 obyv.; 2006 – 65,3 tis. obyv.; 2008 – 65,3 tis. obyv.; 1. leden 2009 – 65,2 tis. obyv.; 2009 – 64 731 tis. obyv. (sčítání lidu).

## Rozložení
Plán
Po válce se Rečyca rozvíjela v souladu s rozpracovanými územními plány. Budovy jsou převážně jednopatrové nebo dvoupatrové a třípatrové. Hlavní výstavba bytových důmů se nachází v centru, centrálních čtvrtí a mikrorajónech.
Ulice
| Oficiální název         | Historický název          | Bývalé názvy                                                                       |
| Калініна вуліца         | Аляксандраўская вуліца    |                                                                                    |
| Карла Маркса вуліца     | Міхайлаўская вуліца       |                                                                                    |
| Конева вуліца           | Кашарская вуліца          | rusky: Казарменная улица                                                           |
| Луначарскага вуліца     | Андрэеўская вуліца        |                                                                                    |
| Мічурына вуліца         | Выганная вуліца           |                                                                                    |
| Набярэжная вуліца       | Набярэжная вуліца         |                                                                                    |
| Пралетарская вуліца     | Шавецкая вуліца           | rusky: Сапожницкая улица                                                           |
| Савецкая вуліца         | Прабойная вуліца          | Усьпенская вуліца (rusky: Успенская улица) Саборная вуліца (rusky: Соборная улица) |
| Сыцько вуліца           | Вакзальная вуліца         |                                                                                    |
| Трыфанава вуліца        | Паштовая вуліца           |                                                                                    |
| Урыцкага вуліца         | Уладзімерская вуліца      |                                                                                    |
| Фрунзэ вуліца           | Фабрычна-заводзкая вуліца |                                                                                    |
| Цэнтральная плошча      | Рынак пляц                | rusky: Базарная площадь                                                            |
| Чапаева вуліца          | Сямёнаўская вуліца        |                                                                                    |
| Чырвонаармейская вуліца | Салдацкая вуліца          |                                                                                    |

## Ekonomika
| Společnosti zabývající se průmyslovou výrobou |
| --- |
| Republikové: - РУП «Рэчыцкі мэтызны завод» — vyrábí zámečnické výrobky a uzávěry - ААТ «Рэчыцадрэў» — vyrábí překližky, dřevotřísky, dřevo určené pro pily a nábytek - ААТ «Рэчыцкі тэкстыль» — největší výrobce textilních výrobků pro domácnosti v Bělorusku, vyrábí široký sortiment textilních výrobků, který zahrnuje ručníky, prostěradla, froté ručníky a župany, ubrusy a osušky, příborové a dekorační komplety, přehozy a dekorační látky, ložní prádlo - ПУП «Рэчыцкая швацкая фабрыка» — unitární podnik ААТ «Камінтэрн» - ААТ «Рэчыцкі камбінат хлебапрадуктаў» — největší podnik na zpracování obilí, lídr ve výrobě krmiv pro zvířata - Філія «Рэчыцкі хлебазавод» — moderní vysokomechanizovaný podnik, sortiment zahrnuje více než 50 druhů chlebů a 40 druhů cukrovinek Oblastní: - Філія «Рэчыцкі вінаробны завод» — výrobce ovocných a hroznových vín - ПУП «Рэчыца малако» — zpracování mléka, výroba sýrů, dodávka surovin do jiných závodů, zahraniční obchodní (ekonomické) aktivity, velkoobchod, maloobchodě v oblasti mléčných výrobků, je součástí ААТ «Малочныя прадукты» - ААТ «Речыцаабутак» — výroba a opravy obuvi - ААТ «Рэчыцкі завод „Тэрмапласт“» — vyrábí polyetylenové trubky různých průměrů od 20 do 200 mm a pro různé účely, výrobky průmyslové a národní spotřeby |